# Fusiepartij
Een fusiepartij is een partij die gevormd is door het de samenvoeging van meerdere partijen. Bij sommige fusiepartijen kan het fusieproces heel langzaam en moeizaam lopen. Vaak blijven er binnen de partij bloedgroepen bestaan die de verschillende oprichters vertegenwoordigen.
In Nederland zijn een aantal partijen gevormd als fusiepartij:
- De ChristenUnie werd in 2001 gevormd als een fusie van de Reformatorische Politieke Federatie en het Gereformeerd Politiek Verbond. Het idee om te komen tot een fusie van de kleine christelijke partijen leefde allang (de RPF was met dit doel opgericht), maar kon pas tot stand komen toen de GPV zijn opvattingen over de band tussen deze partij en de Gereformeerde Kerken vrijgemaakt aanpaste.
- GroenLinks is in 1991 gevormd als fusie van de Politieke Partij Radikalen, de Pacifistisch Socialistische Partij, de Communistische Partij van Nederland en de Evangelische Volkspartij, waar zich ook onafhankelijken bij aansloten. Het idee om tot een nieuwe formatie links van de PvdA te komen bestond al sinds 1982.
- Het Christen-Democratisch Appèl is gevormd als een fusie tussen de Katholieke Volkspartij, de Christelijk-Historische Unie en de Anti-Revolutionaire Partij. Er werd al nagedacht voor een fusie sinds 1967, maar deze kwam pas in 1981 formeel tot stand. De (religieuze) bloedgroepen van katholieken en gereformeerden spelen nog steeds een belangrijke rol binnen het CDA.
- De Partij van de Arbeid is gevormd in 1946 als een fusie van de partijen Sociaal-Democratische Arbeiderspartij, de Vrijzinnig-Democratische Bond en de Christelijk-Democratische Unie waar zich ook partijloze individuen, en leden van de Christelijk-Historische Unie bij aansloten. Enkele vrijzinnig democraten, onder leiding van Pieter Oud verlieten echter al in 1947 de PvdA om samen met de leden van de Partij van de Vrijheid de VVD op te richten
- De Liberale Staatspartij werd in 1921 gevormd als een fusie van de Liberale Unie, de Bond van Vrije Liberalen en enkele kleinere liberale partijen.
- De Christelijk-Democratische Unie werd in 1925 gevormd uit verschillende kleine Christelijk-linkse partijen.
- De Christelijk-Historische Unie werd in 1908 gevormd door de Christelijk-Historische Partij (ook al een fusie van Vrij-Antirevolutionaire Partij en de Christelijk-Historische Kiezersbond, in 1903) en de Friese Bond.

Een niet gevormde fusiepartij waar soms nog over gesproken wordt is de Progressieve Volkspartij uit de jaren zeventig. Deze partij had de PvdA, PPR en D66 moeten verenigen in de hoop een progressief meerderheidskabinet te vormen dat zou bestaan uit slechts deze partij. De progressieve samenwerking liep echter na de pyrrusoverwinning van de PvdA in de Tweede Kamerverkiezingen 1977 en de opkomst van Jan Terlouw binnen D66 op de klippen.
Voorbeelden van fusiepartijen buiten Nederland zijn:
- In enkele satellietstaten van de Sovjet-Unie fuseerden kort na de oorlog de sociaaldemocraten al dan niet gedwongen met de communistische partij. In de Sovjet-bezettingszone in Duitsland ontstond zo in 1946 de Sozialistische Einheitspartei Deutschlands, in Polen ontstond in 1948 de Poolse Verenigde Arbeiderspartij en in Hongarije eveneens in 1948 de Hongaarse Socialistische Arbeiderspartij.
- In Frankrijk werd in 1969 de Socialistische Partij gevormd als een fusie van de Section Française l'International Ouvrière, de Parti Radical Socialiste en de Parti Socialiste Unifiée gevormd.
- In het herenigde Duitsland werd in 1993 Bündnis 90/Die Grünen gevormd als fusie van Die Grünen uit de Bondsrepubliek en Bündnis 90 uit de voormalige DDR.
- In Italië werd in 2008 de Democratische Partij gevormd uit een heel grote groep centrumlinkse partijen, waarvan de Linkse Democraten en La Margherita de grootste waren. De partijen werkten, in andere verbanden als samen sinds 1996, zoals de Olijfboomcoalitie en De Unie. In Italië komen fusies van en samenwerkingsverbanden tussen politieke partijen heel vaak voor.